# Stephanocircus greeni
Stephanocircus greeni är en loppart som beskrevs av Traub et Dunnet 1973. Stephanocircus greeni ingår i släktet Stephanocircus och familjen Stephanocircidae.

## Underarter
Arten delas in i följande underarter:
- S. g. greeni
- S. g. tasmanica